# Fungos hidnoides

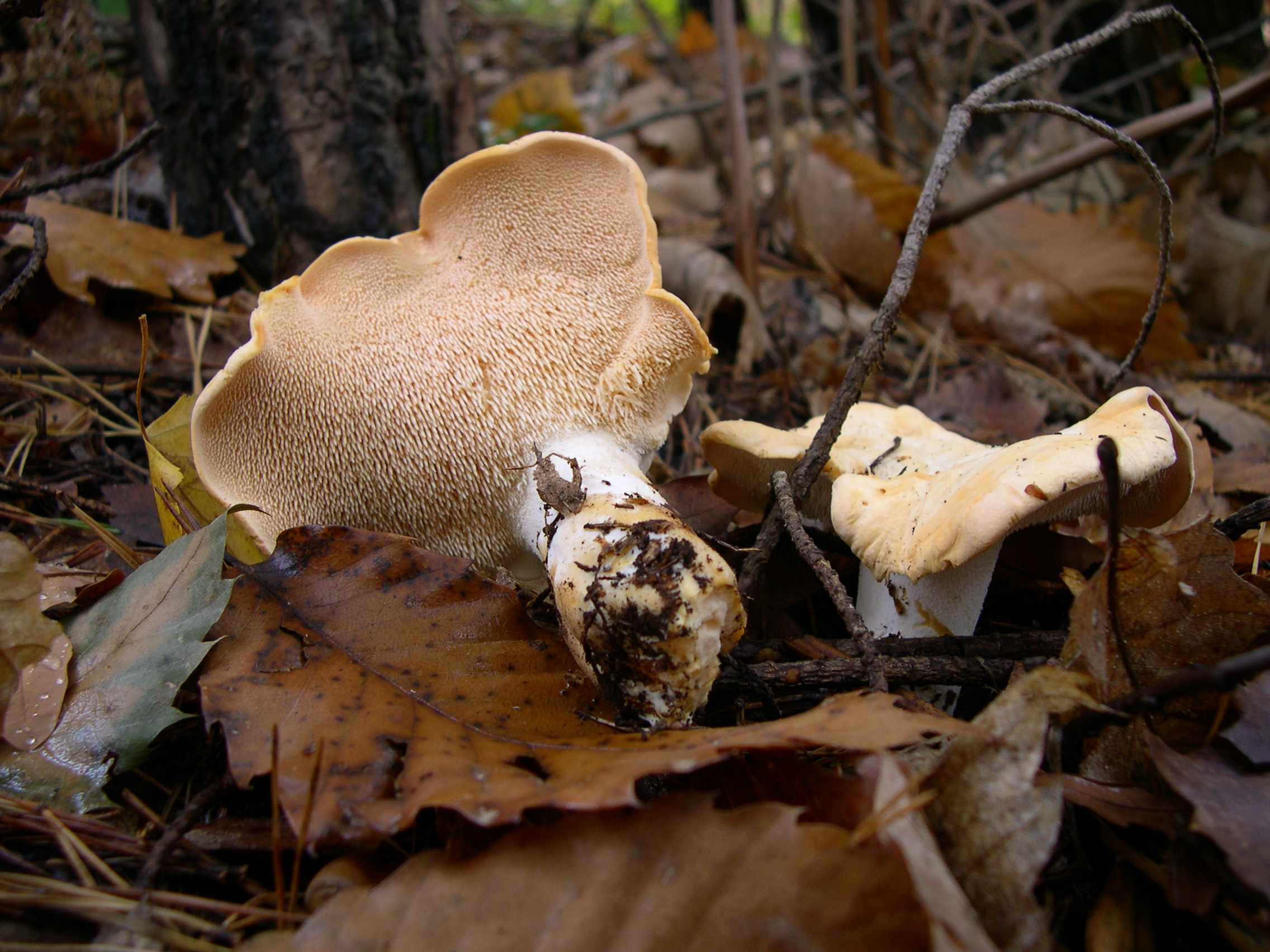
O cogumelo ouriço, Hydnum repandum

Os fungos hidnoides são um grupo de fungos do filo Basidiomycota com basidiomas que produzem esporos em projeções pendentes, semelhantes a dentes ou espinhos. Eles são chamados coloquialmente de fungos com dentes. Originalmente, esses fungos eram referidos ao gênero Hydnum ("hidnoide" significa semelhante ao Hydnum), mas agora se sabe que nem todas as espécies hidnoides estão intimamente relacionadas.

## Histórico
Hydnum foi um dos gêneros originais criados por Linnaeus em seu Species Plantarum de 1753. Ele continha todas as espécies de fungos com basidiomas com projeções pendentes, semelhantes a dentes. Autores posteriores descreveram cerca de 900 espécies no gênero. Com o aumento do uso do microscópio, ficou claro que nem todos os fungos com dentes estavam intimamente relacionados e a maioria das espécies de Hydnum foi gradualmente transferida para outros gêneros. O micologista holandês Rudolph Arnold Maas Geesteranus dedicou atenção especial ao grupo, produzindo uma série de artigos que revisavam a taxonomia dos fungos hidnoides.
O gênero original Hydnum ainda é atual, mas agora está restrito à espécie-tipo, Hydnum repandum, e seus parentes na ordem Cantharellales. Outras espécies originalmente descritas em Hydnum foram reatribuídas a vários gêneros em várias ordens, incluindo Agaricales, Auriculariales, Gomphales, Hymenochaetales, Polyporales, Russulales, Thelephorales e Trechisporales.

## Descrição e gêneros
Os basidiomas dos fungos hidnoides são diversos, mas todos produzem seus esporos na superfície de projeções pendentes, semelhantes a dentes ou espinhos.

### Fungos hidnoides estipitados
Algumas espécies terrestres que produzem basidiomas com píleo e estipe são conhecidas coletivamente como fungos hidnoides estipitados e são frequentemente estudadas como um grupo devido à sua semelhança ecológica. As espécies em questão são agora referidas aos gêneros Bankera, Hydnellum, Phellodon e Sarcodon. Todas são ectomicorrízicas, pertencem à ordem Thelephorales, e são consideradas espécies indicadoras de florestas antigas e ricas em espécies. Na Europa, pelo menos, muitas são de interesse para a conservação e constam das listas vermelhas nacionais ou regionais de espécies de fungos ameaçadas. No Reino Unido, os fungos hidnoides estipitados receberam o status de Plano de Ação para a Biodiversidade, o que aumentou o interesse pelo grupo e gerou financiamento para trabalhos de levantamento e outras pesquisas.
As espécies de Hydnum e a espécie relacionada Sistotrema confluens (Cantharellales) também são micorrízicas, mas têm requisitos ecológicos diferentes. Outros fungos hidnoides estipitados são decompositores de madeira, como algumas espécies de Beenakia (Gomphales), Climacodon (Polyporales) e Mycorrhaphium (Polyporales).

### Fungos hidnoides ressupinados
O maior grupo de fungos anteriormente colocado no gênero Hydnum são as espécies que apodrecem a madeira, formando basidiomas semelhantes a manchas em galhos mortos, troncos, tocos e madeira caída. As espécies com pequenos dentes (apenas um milímetro ou mais de comprimento) as vezes são descritas como "odontioides" (semelhantes a dentes). As espécies que formam basidiomas ressupinados (espalhados lateralmente) também são consideradas parte dos fungos corticioides. Os gêneros que têm representantes hidnoides ou odontioides incluem Hydnochaete, Hyphodontia e Odonticium (Hymenochaetales), Dentipellis (Russulales), Dentocorticium, Mycoacia, Radulodon, Steccherinum (Polyporales) e Sarcodontia.

### Outros fungos hidnoides
Outros fungos hidnoides incluem um grupo de espécies conspícuas que apodrecem a madeira com longos espinhos pertencentes ao gênero Hericium (Russulales), muitas vezes chamados de "fungos odontioides". Outras espécies de Auriscalpium (Russulales) são hidnoides, assim como o estranho fungo gelatinoso Pseudohydnum gelatinosum (Auriculariales).

A distinção entre poliporos e fungos hidnoides nem sempre é clara - poros irregulares e divididos também podem ser interpretados como dentes. Consequentemente, algumas espécies são consideradas hidnoides ou poroides, dependendo do contexto (por exemplo, Irpex lacteus).

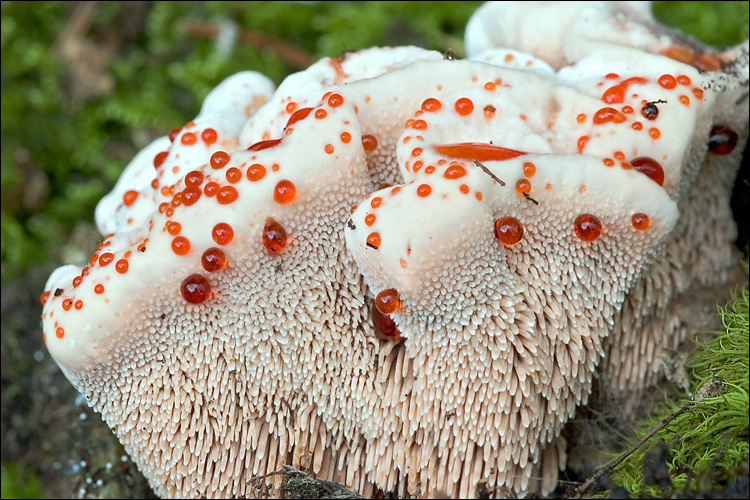
Hydnellum ferrugineum
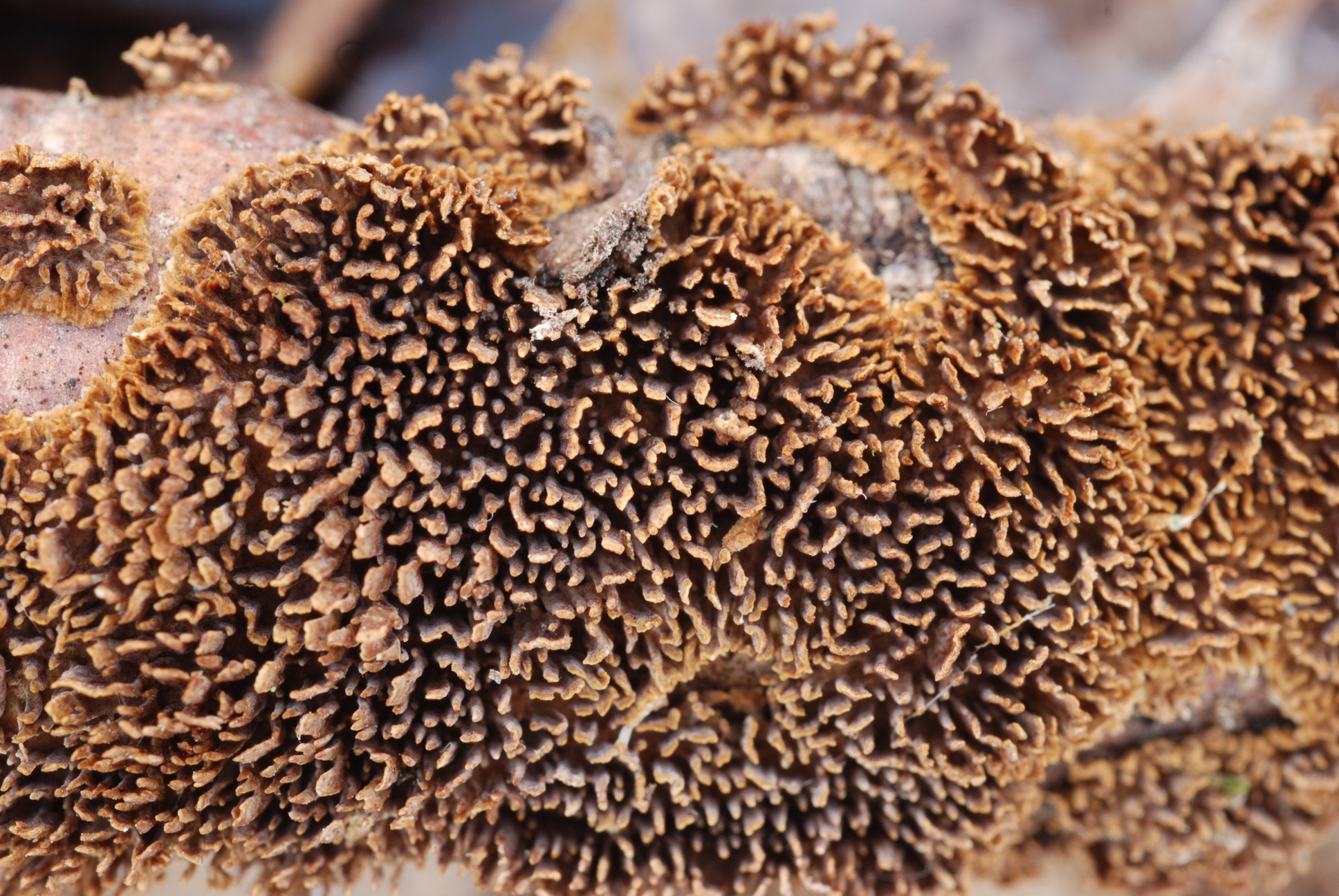
Himenóforo dentado de Hydnochaete olivacea
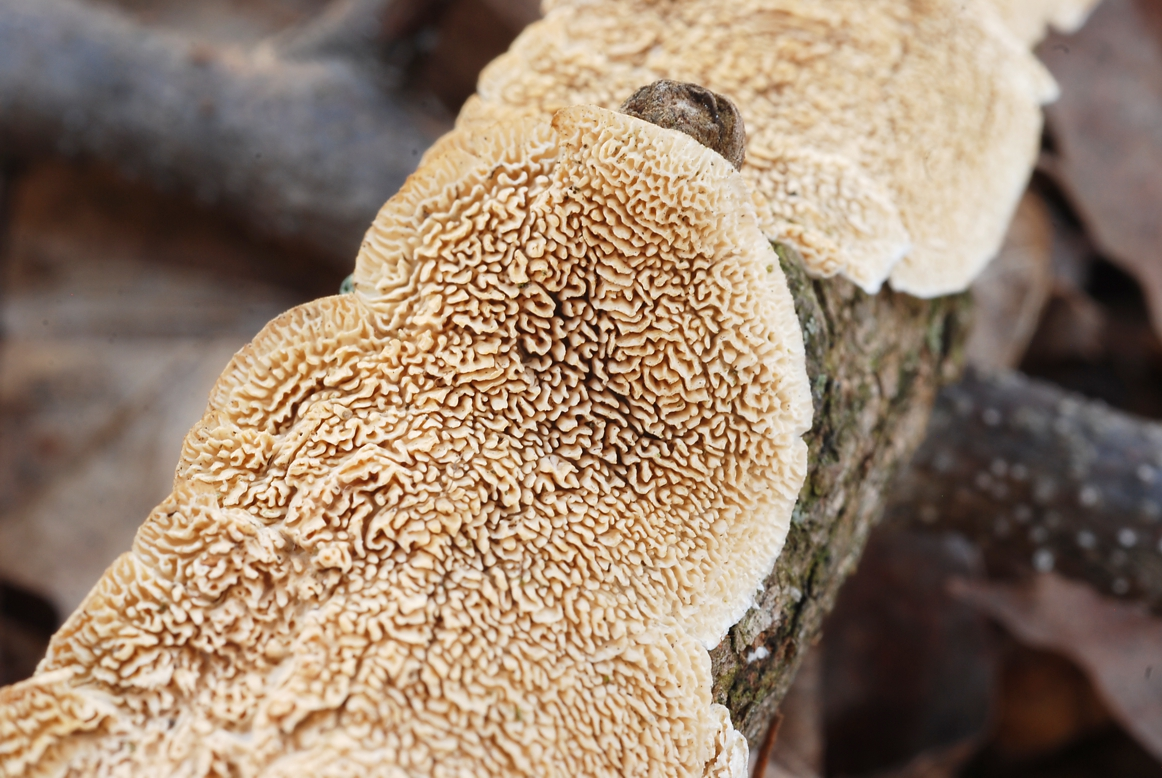
Himenóforo hidnoide-poroide de Irpex lacteus
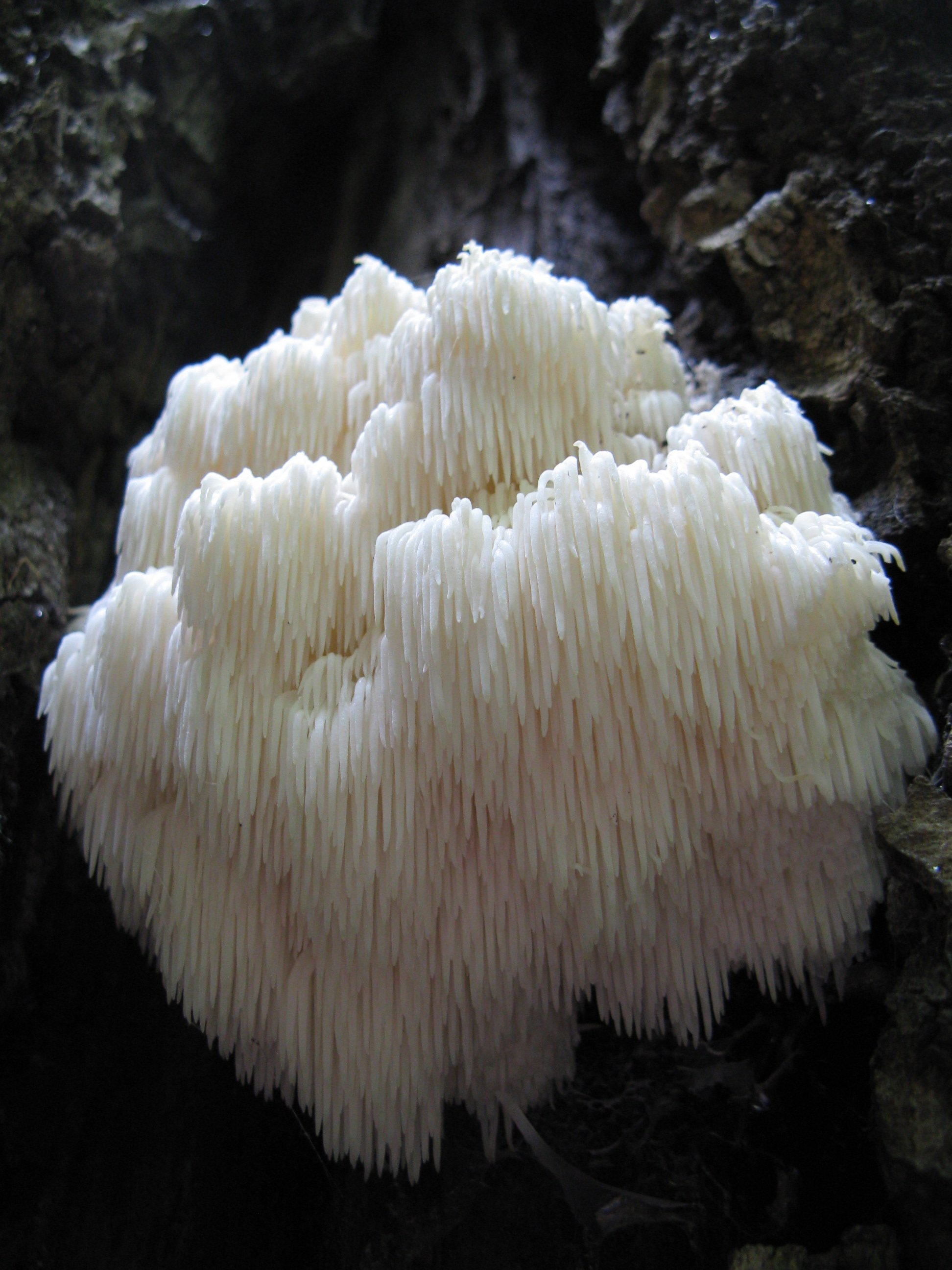
Hericium americanum

## Links externos
- Tooth Fungi em AmericanMushrooms.com